# الأرثوذكسية في البوسنة والهرسك

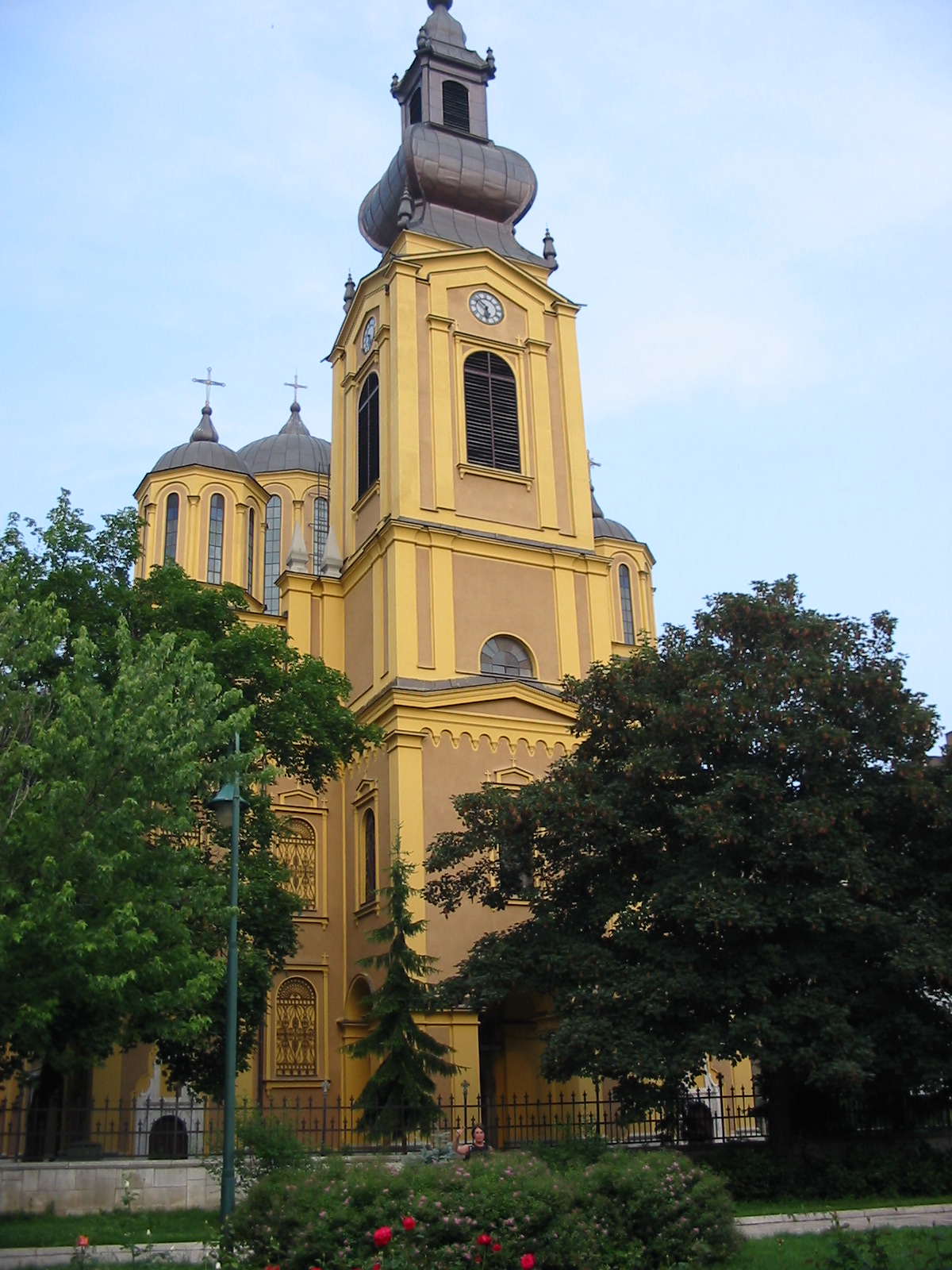
الكاتدرائية الأرثوذكسية الصربية في سراييفو

تعتبر الكنيسة الأرثوذكسية الشرقية أكثر الطوائف المسيحية انتشارًا في البوسنة والهرسك تليها الكنيسة الرومانية الكاثوليكية، وتعد ثاني أكبر مجموعة دينية على نطاق واسع في البلاد، بعد الإسلام. ينتمي المسيحيون الأرثوذكس في البوسنة والهرسك إلى الكنيسة الصربية الأرثوذكسية. وفقًا لكتاب الحقائق الصادر عن وكالة المخابرات المركزية، يشكل المسيحيون الأرثوذكس 31٪ من سكان البلاد.

## التاريخ
شهدت نهاية العصور الوسطى العليا ترسيخ طائفة الأرثوذكسية الشرقية بحزم تحت إدارة الكنيسة الأرثوذكسية الصربية؛ في شرق الهرسك (زاكلوميا) وذلك بعد فترة حكم مملكة صربيا. وفي أواخر 1320 تم غزو زشلوميا من قبل البوسني ستيفن الثاني كوتروماني، وأصبحت من وقتها جزءًا من «فناء البوسنة» (المملكة اللاحقة)، حيث تنافست كل من الكنيسة الكاثوليكية الرومانية والكنيسة البوسنية الأصلية. في ظل هذا المناخ السياسي، لم يبدُ أن الأرثوذكسية الشرقية قد دخلت إلى البوسنة الوسطى التي تعود إلى القرون الوسطى خارج بودريني. 
أدى الغزو العثماني لمملكة البوسنة في عام 1463 إلى تغييرات جذرية في الهيكل المذهبي للبوسنة والهرسك، حيث امتد الإسلام إلى جذوره وانتشرت المسيحية الأرثوذكسية في البوسنة. تعهد السلطان محمد الفاتح بحماية المسيحية الأرثوذكسية، ومثل جميع الكنائس الأرثوذكسية، تمتعت الكنيسة الأرثوذكسية الصربية بدعم كبير من الدولة العثمانية، أدخل العثمانيون مجموعة كبيرة من المسيحيين الأرثوذكس إلى البوسنة نفسها، بما في ذلك شرق البلقان. ساعد تحول أتباع الكنيسة البوسنية أيضًا في انتشار الأرثوذكسية الشرقية. في وقت لاحق، تم تسوية المناطق التي هجرها الكاثوليك خلال الحروب العثمانية الهابسبورغية، بين المسلمين والمسيحيين الأرثوذكس.  فضل النظام العثماني تفوق الكنيسة الأرثوذكسية على الكاثوليكية وشجع تحول الكاثوليك إلى الأرثوذكسية بسبب النفعية السياسية. وفي حين كانت الكنيسة الأرثوذكسية موالية للسلطان، كان يشتبه في الكاثوليك بالتعاون مع إخوانهم خارج الإمبراطورية العثمانية ضده.
في حين لم يُسمح للكاثوليك البوسنيين إلا بإصلاح وترميم الكنائس والصروح المقدسة الموجودة، إلا أن بناء الأديرة والكنائس الأرثوذكسية قد بدأ بشكل واسع في جميع أنحاء البوسنة وتحديداً في الشمال الغربي عام 1515. كان كاهن أرثوذكسي حاضرًا في سراييفو في عام 1489، وتم بناء أول كنيسة أرثوذكسية في المدينة بين عامي 1520 و 1539. بحلول عام 1532، كان للمسيحيين الأرثوذكس البوسنيين أسقفهم المتروبوليتي الخاص، الذي تولى الإقامة الرسمية في سراييفو في عام 1699. بحلول نهاية القرن الثامن عشر، كان لمدينة البوسنة سلطة على الأساقفة الأرثوذكس في موستار، زفورنيك، نوفي بازار وسراييفو. حتى رجال الدين الأرثوذكس رفيعي المستوى، كانوا على درجة عالية من التعليم والفاسدين؛ يقال أنهم كانوا يجهلون المبادئ الأساسية للإيمان، مثل الوصايا العشر، والاعتراف، والصلاة، وأهمية الصليب. انتشر التوفيق بين البوسنيين، حيث احتفل الكاثوليك (حتى أواخر الثمانينات) والمسلمين بالسلافا الأرثوذكسية.
انقلب المد في نهاية المطاف ضد الكنيسة، عندما تخلى رجال الدين الأرثوذكس عن ولاء السلاطين وبدأوا في تشجيع وتمرد الفلاحين. ألغى العثمانيون بطريركية بيش الصربية، ومنذ أواخر سبعينيات القرن التاسع عشر وحتى عام 1880، كان الأرثوذكس في البوسنة والهرسك يتبعون البطريركية المسكونية في القسطنطينية مباشرة. على هذا النحو كان يقودها يونان الفنار والإغريق من إسطنبول. في منتصف القرن التاسع عشر، كان هناك أكثر من 400 قس أرثوذكسي في البوسنة والهرسك. كان وقت تجدد الرخاء للأرثوذكسية الشرقية في البلاد. في عام 1920، بعد الحرب العالمية الأولى وإنشاء مملكة يوغوسلافيا، أصبحت المنطقة مرة أخرى تحت السلطة الدينية للكنيسة الأرثوذكسية الصربية التي تم توحيدها حديثًا، تحت قيادة البطريرك ديمترييه.

## الكنيسة الأرثوذكسية الصربية في البوسنة والهرسك
تمتلك الكنيسة الصربية الأرثوذكسية خمسة أبرشيات تغطي أراضي البوسنة والهرسك:
- متروبوليت دابار والبوسنة، برئاسة حريزوستوم جيفيتش، منذ عام 2017.[4]
- أبرشية زاهوملي والهرسك، برئاسة الأسقف غريغوري دويتش، منذ عام 1999.
- أبرشية زفورنيك وتوزلا، برئاسة الأسقف فوتيجي سلادوييفيتش، منذ عام 2017.[4]
- أبرشية بانيا لوكا، برئاسة الأسقف جيفريم ميلوتينوفيتش، منذ عام 1980.
- أبرشية بيهاتش وبتروفاك، برئاسة الأسقف سيرجاي كارانوفيتش، منذ عام 2017.[4]

يتألف المجلس الإقليمي للكنيسة الأرثوذكسية الصربية في البوسنة والهرسك من جميع أساقفة الأبرشيات الخمسة. يرأس المجلس مطران دابار والبوسنة.

## المواقع المقدسة
- كاتدرائية الصرب الأرثوذكسية (سراييفو)
- الكنيسة الأرثوذكسية القديمة في سراييفو
- كنيسة سفيتو بريوبراينجي
- تفنا (دير)
- تفردوس (دير)
- سيتوميسلي (دير)

## معرض الصور

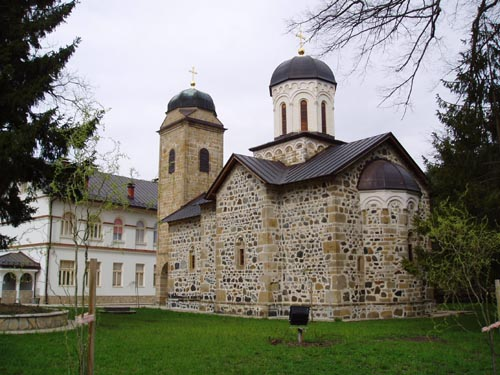
دير الأرثوذكسية الصربية في أوزرين

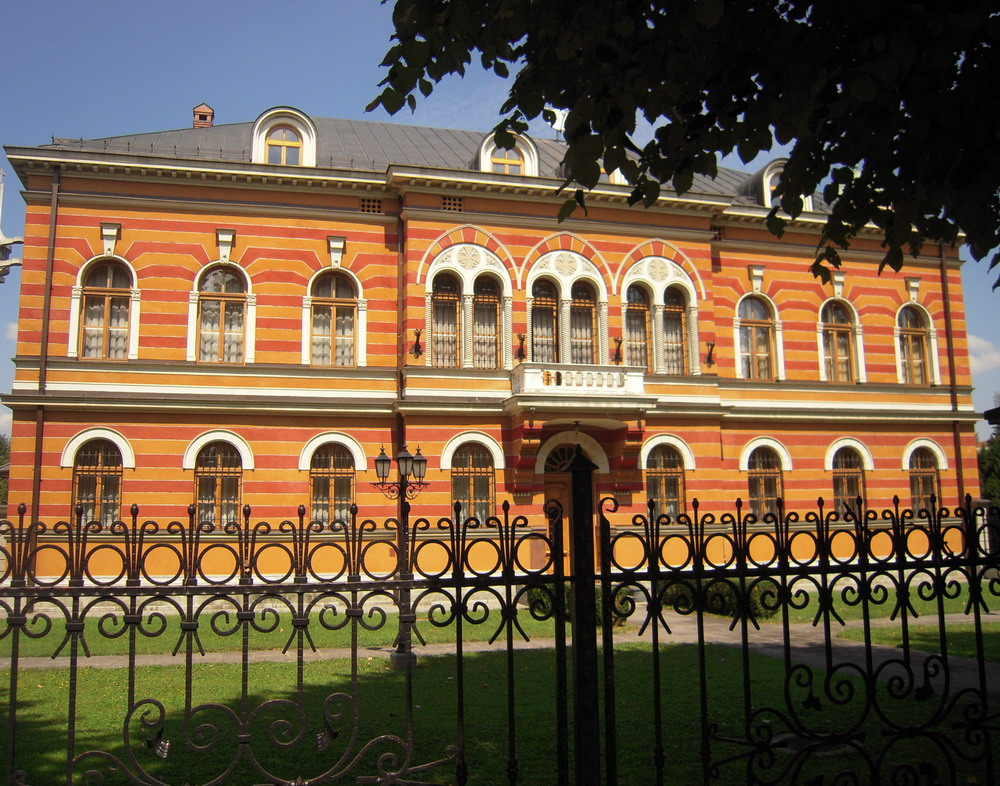
إقامة المطران الأرثوذكسي الصربي في بانيا لوكا

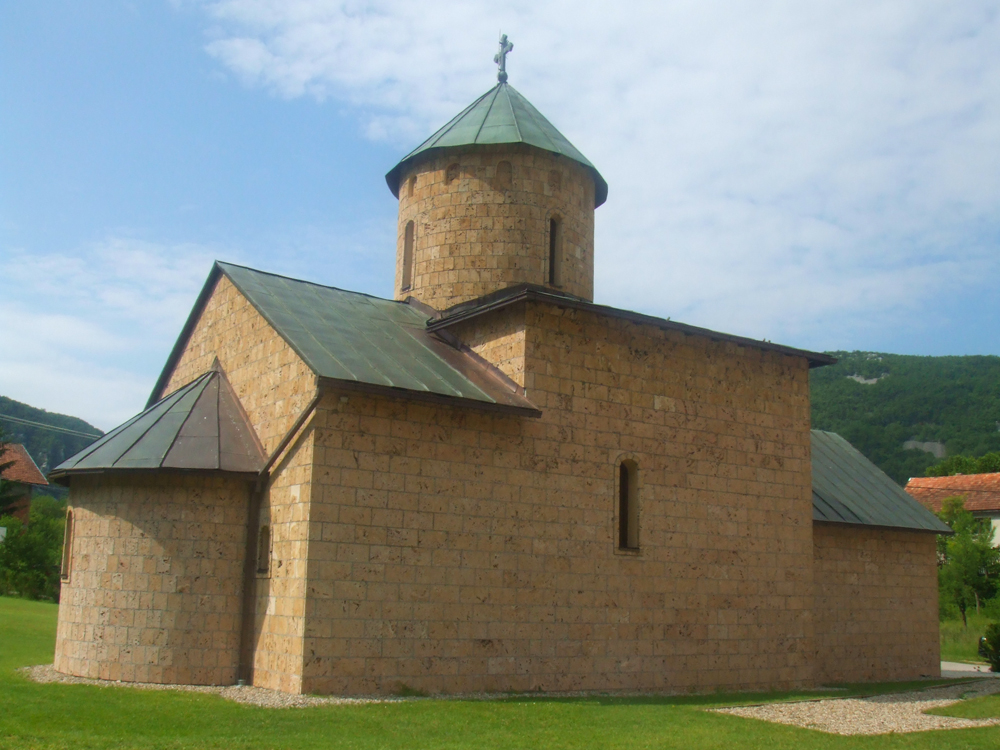
دير الأرمنذوكسية الصربية

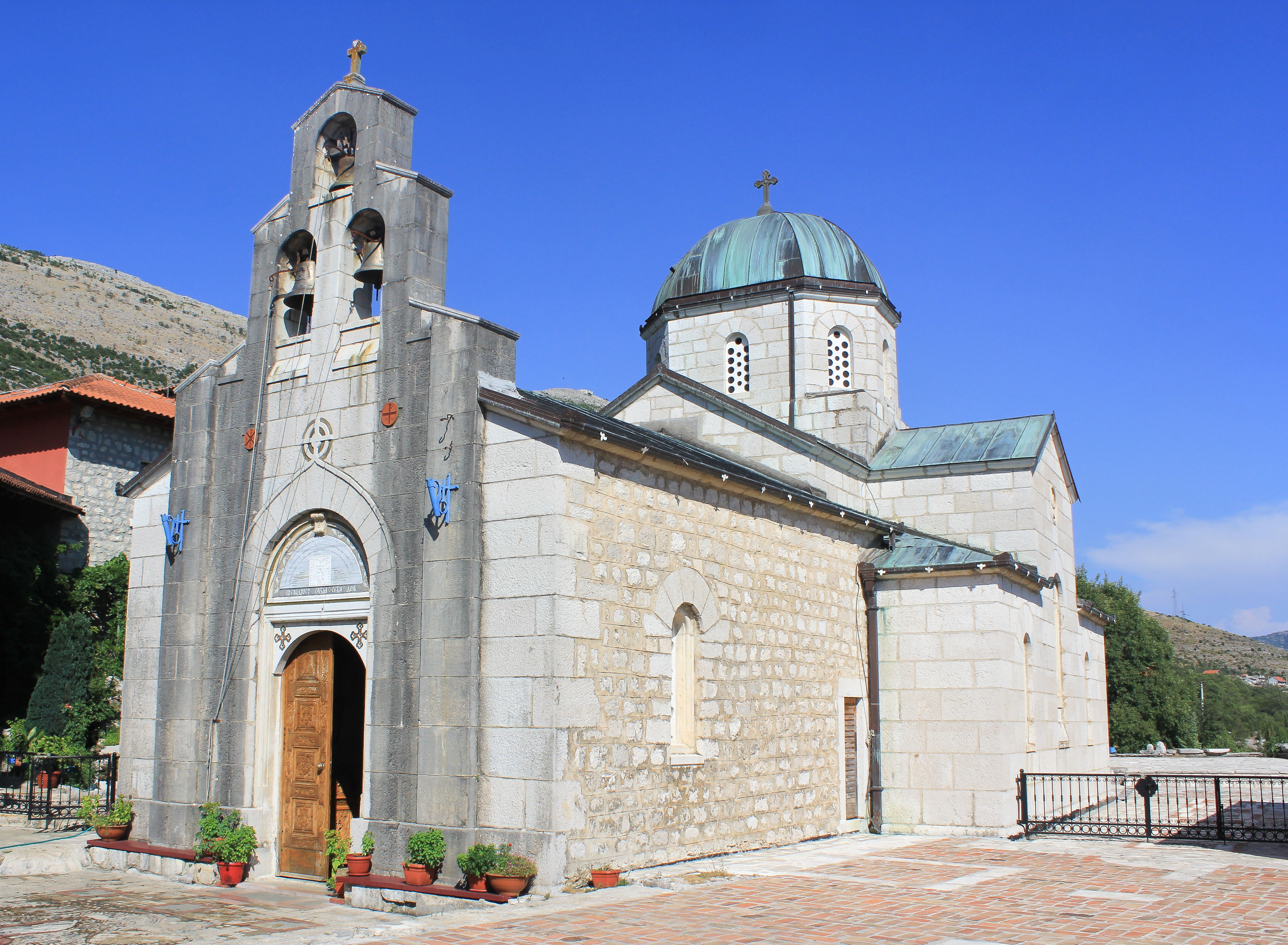
دير الأرثوذكس الصربي في تفردوس